# 粉河街道
粉河街道（こかわかいどう）は、大阪府貝塚市脇浜1丁目から、泉佐野市鶴原・熊取町・泉佐野市大木を経由して、和歌山県紀の川市粉河に至る街道。
以下の府県道のそれぞれ一部区間において重複している。
- 大阪府道241号泉佐野熊取線
- 大阪府道・和歌山県道62号泉佐野打田線
- 和歌山県道7号粉河加太線
- 和歌山県道124号粉河寺線